# Kloster Witów
Das Kloster St. Margaretha war eine Niederlassung der Prämonstratenser in Witów in Polen von 1179/86 bis 1819.

## Lage

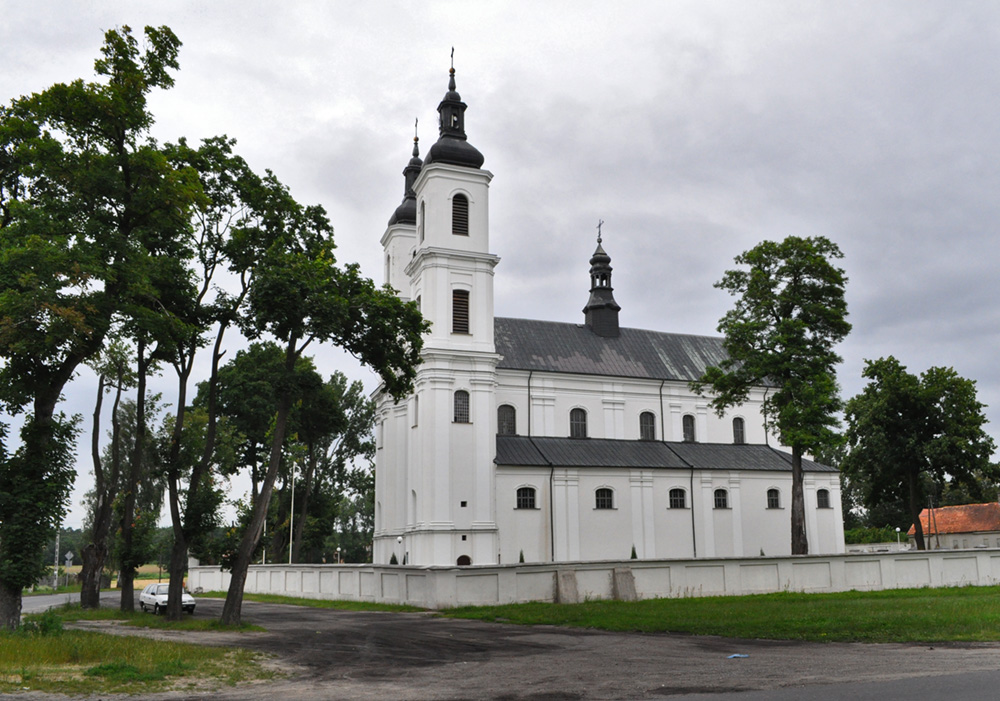
Klosterkirche St. Margaretha und Augustinus

Das Prämonstratenserkloster lag am heutigen Dorf Witów-Kolonia etwa sieben Kilometer von Piotrków Trybunalski (Petrikau) in Masowien, heute in der Woiwodschaft Łódz. Die Kirche St. Margaretha und Augustinus (auch Sanktuarium Mariä Verkündigung) ist erhalten, ebenso ein Seitenflügel des Klosterkomplexes, der nun als Pfarrhaus genutzt wird.

## Geschichte
Zwischen 1179 und 1186 gründete der Bischof Wit (Vitus) von Płock ein Kloster für Augustiner-Chorherren. Vor 1206 nahmen diese die Regeln und Strukturen des Prämonstratenserordens an. Wahrscheinlich kamen die ersten Kanoniker aus Westeuropa (Frankreich?).
1240 wurde das Kloster durch die tatarische Goldene Horde zerstört und fast alle Konventualen getötet.
Danach wurde das Kloster weiter durch Prämonstratenserbrüder genutzt. Im 14. und 15. Jahrhundert hatte es einen kleinen Grundbesitz (vier Dörfer) und einige Privilegien von Abgabenfreiheit und Fischereirechten.
Um 1470, 1677 und 1738/45 gab es Um- und Neubauten der Kirche und der Klostergebäude. Seit dem 16. Jahrhundert nahm der Grundbesitz etwas zu. Erhalten sind Nachrichten über kleinere Rechtsstreitigkeiten mit dem nahegelegenen Zisterzienserkloster Sulejów.
Nach der Dritten Teilung Polens wurde 1797 der Klosterbesitz durch die neuen preußischen Behörden teilweise säkularisiert. Nach dem Übergang des Gebietes an das Russische Reich wurde 1819 das Kloster geschlossen. Zu dieser Zeit lebten dort noch neun Prämonstratenser.
1821 wurden fünf von ihnen als Priester und Seelsorger an der Pfarrkirche erwähnt und lebten wahrscheinlich noch in dem Gebäude. 1860 wurde der größte Teil der Konventsgebäude abgebrochen, ein Seitenflügel blieb erhalten.
Dokumente aus dem Kloster Witów befinden sich heute unter anderen unter anderem in der Bibliothek Ossolineum in Wrocław (Breslau) und in St. Petersburg.